# Sölden (Áustria)
Sölden é um município da Áustria, situado no distrito de Imst, no estado do Tirol. Tem 466,78 km² de área e sua população em 2019 foi estimada em 3.119 habitantes.